# 류방택 별축제
류방택 별 축제는 2007년에 시작되어 매년 5월 어린이 날을 전후하여 류방택기념사업회 주관으로 개최되는 서산시의 축제 중 하나이다. 별을 주제로 하는 축제로 주로 어린이들이 많이 참여하며 만들기 체험, 놀이 체험 위주로 프로그램이 구성된다.

## 연혁
- 2007년 : 제1회 류방택 별 축제 개최
- 2017년 : 제11회 류방택 별 축제 개최

## 행사 프로그램

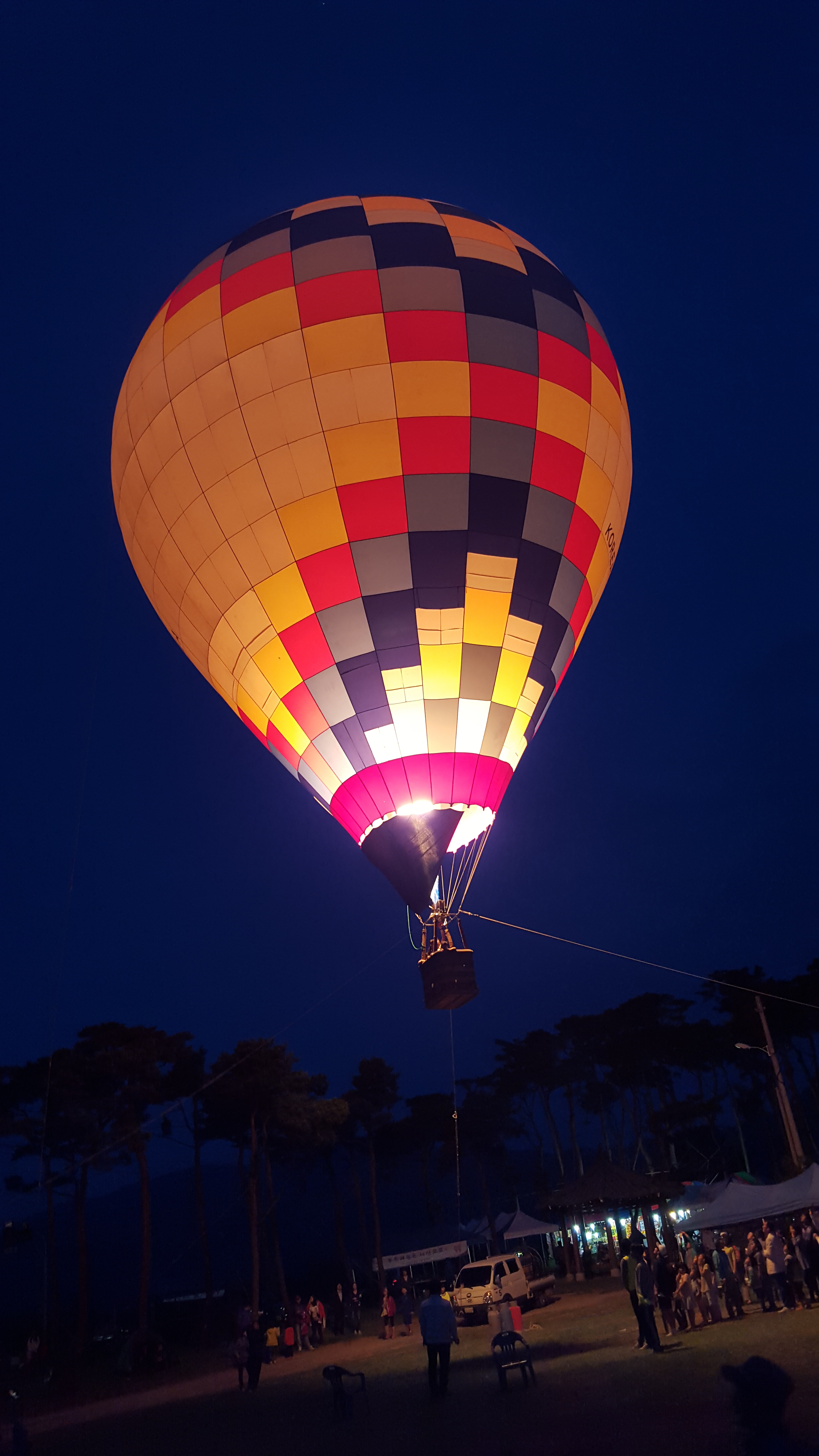
류방택 별축제 열기구 체험

### 만들기 놀이체험
- 조립식 굴절망원경 만들기 : 망원경을 직접 만들어 구조와 원리를 이해하고 천체를 관측해 본다.
- 보헌산 망원경 만들기 : 국내 최대 크기의 보헌산천문대의 망원경을 만들어 천문우주과학을 체험해본다
- 실리콘 별 만들기 : 무독성 실리콘 클레이를 이용하여 별, 열쇠고리 등을 만드는 체험이다.
- 휴대용 앙부일구 만들기 : 해의 움직임으로 시간을 측정하는 해시계의 모형을 만들어본다.
- 전통과학 킬레이드 싸이클로 알아보는 류방택 : 킬레이드 싸이클을 만들고 전통 과학의 싸이클을 통해 선생의 업적의 우수성에 대해 알아본다.
- 천상열차분야지도 직소퍼즐 맞추기 : 직소퍼즐을 맞춰 나가면서 천상열차분야지도의 변화와 의미를 알아본다.
- 과학마슬쇼 공연 : 과학적 원리를 실험을 통해 신기함을 느껴본다.
- 천체사진 전시
- 도장체험 행사 : 천상열차분야지도, 테마원, 자마원, 천시원 도장으로 천체의 신비로움을 느끼고 즐길 수 있도록 한다.
- 류방택과 만화가의 만남 : 만화가를 초정 류방택별 주제로 만화그림을 연출하여 받아가는 행사이다.
- 페이스페인팅 : 어린이와 천소년을 주 대상으로 얼굴, 손등에 재미있는 페인팅을 하는 행사이다.

### 특별행사
- 고유제 : 류방택별축제 개최를 선생께 고하는 제례행사이다.
- O/X퀴즈대회 및 골든별 : O/X퀴즈골든별대회를 통하여 우주상식을 높이고 다양한 상품을 받을 수 있다.
- 서산류방택천문기상과학관 관람 : 서산류방택천문기상과학관을 개방하여 관람객들에게 과학관을 둘러보고 천문관측 체험기회를 준다.
- 보조망원경 관측 : 보조망원경 7대를 통하여 해, 달, 행성 등을 관측하여 우주의 신비로움을 느낄 수 있게 한다.
- 한국천문연구원 스타카 관측 및 관람 : 한국천문연구원 국내 최고의 천체관측 주망원경으로 구성된 이동식 최첨단 장비이다.
- 열기구 체험 : 열기구를 타고 지상 수십미터 항공까지 올라갔다 내려오는 체험이다.
- 에어로켓 발사대회 : 우주항공 로켓에 대한 탐구로 과학적 소양을 함양함은 물론 가족과 함께 만들어 발사해보며, 과학교육의 저변을 확대하기 위한 과학문화 체험이다.
- 음악회 : 행사 식전, 식후 2회로 지역 연에인이 펼치는 공연으로 흥겹고 재미있는 시간을 갖도록 한다.

### 지원행사
소방안전 활동체험, 홍성기상대 부스 운영, 청소년 예절교육, 서산 행글라이더 동호회 비행

## 같이 보기
- 류방택